# Destinationsabhängige Cash-flow-Steuer
Die destinationsabhängige Cash-flow-Steuer (englisch destination-based cash flow tax, DBCFT) ist ein zentraler Punkt der Steuerreform, die 2016 von der Republikanischen Partei im Grundlagenpapier „A Better Way – Our Vision for a Confident America“ vorgestellt wurde. Sie basiert auf den Ideen des Ökonomen Alan J. Auerbach.
Während die herkömmliche Unternehmenssteuer den Unternehmensgewinn besteuert, besteuert die DBCFT den Cashflow der Unternehmen. Ein entscheidender Faktor jedoch ist, dass die Steuer in den Außenhandel eingreift – darum der Namensbestandteil „destination-based“: Ausgaben für den Kauf ausländischer Güter können nicht mehr von den Einnahmen abgezogen werden, während aber Einnahmen aus Exporten nicht mehr besteuert werden. Besteuert wird dann nur noch die Differenz zwischen den Einnahmen aus dem Verkauf inländischer Güter und den Ausgaben für die Herstellung inländischer Güter. Dies kommt im Endeffekt einer Importsteuer und einer Exportsubvention gleich.
Als Vorteil gilt, dass Unternehmen ein Anreiz gegeben wird, Produktionsstätten in die USA zu verlagern, da Importe verteuert werden. Als Nachteile gelten, dass durch den größeren Exportüberschuss der Kurs des US-Dollars steigt, was den Besitzern von US-Staatsanleihen (v. a. China) hohe Buchgewinne beschert, während amerikanische Besitzer von Fremdwährungsbeständen Einbußen erleiden werden. Ebenso schreiben die WTO-Regeln vor, dass importierte Güter steuerlich gleich behandelt werden müssen wie im Inland hergestellte. Im Vergleich dazu fallen Mehrwertsteuern beim Kauf in- wie ausländischer Güter an.
Befürworter der neuen Steuer sind vor allem multinationale Exportunternehmen wie Dow Chemical Co., Pfizer und Boeing, während etwa Detail- und Spielzeughändler sowie Automobilfirmen die neue Steuer ablehnen.